# ئی‌ام‌ال کالو (ام۴۱۴)
ئی‌ام‌ال کالو (ام۴۱۴) (به انگلیسی: EML Kalev (M414)) یک کشتی بود که طول آن  بود. این کشتی در سال ۱۹۶۶ ساخته شد.